# Dudleya verityi
Dudleya verityi là một loài thực vật có hoa trong họ Crassulaceae. Loài này được K.M.Nakai miêu tả khoa học đầu tiên năm 1983.